# ß

Znak „ß” w różnych krojach pisma

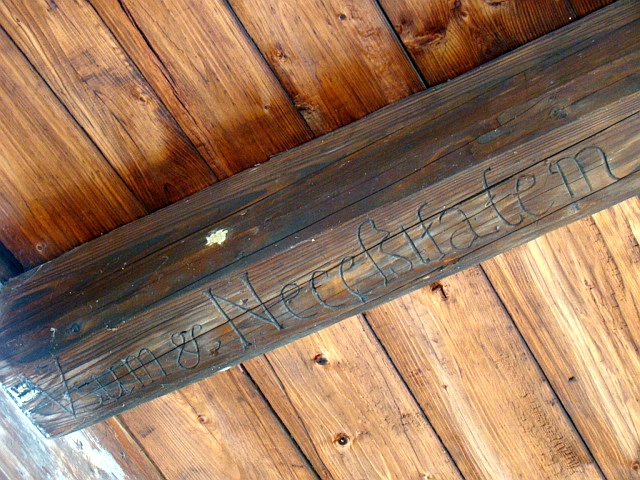
Znak „ß”, użyty w krótkiej inwokacji na sklepieniu spichlerza w Przeczycy z 1732

ẞ ß (escet, niem. Eszett lub scharfes S „ostre S”) – litera występująca wyłącznie w alfabecie niemieckim, z wyjątkiem alfabetu w standardzie szwajcarskim używanym w Szwajcarii i Liechtensteinie. Reprezentuje ona spółgłoskę szczelinową dziąsłową bezdźwięczną (polskie s). Znak ten powstał jako ligatura małych liter S i Z, zapisywanych historycznie jako ſ i ʒ (ſʒ), co stanowi źródło nazw Es-Zett. Litera nazywana jest też Scharfes-S, gdyż jest czytana zawsze tak jak polskie s, zaś litera S w niemieckim może być wymawiana na trzy sposoby: jak polskie s (was), z (sein) lub sz (Stunde). Litera ß występuje zawsze w środku lub na końcu wyrazu.
Litera ß jest wymawiana w identyczny sposób jak dwuznak ss (doppel S). Po reformie ortograficznej z 1996 r. ß używa się wyłącznie po dyftongach i długich samogłoskach, a w pozostałych przypadkach zapisywane jest ss. Nie dotyczy to wersji alfabetu stosowanej w Szwajcarii i Liechtensteinie, gdzie zawsze używa się ss, a ß nie funkcjonuje w ogóle. Ponadto zastępowanie ß przez ss jest obowiązkowe, gdy czcionka nie zawiera tego znaku. Dwuznaku ss zamiast ß używa się też często, gdy słowo go zawierające zapisywane jest dużymi literami, ponieważ escet funkcjonuje zasadniczo jako minuskuła, gdyż nie znajduje się na początku żadnego słowa. Zastępowanie ß majuskułą SS powoduje problem, gdyż w m.in. nazwach własnych (szczególnie nazwiskach) przekształcając wielkie litery SS w małe nie wiadomo, czy w ich miejscu stoi ß czy ss. Stąd pojawiły się postulaty stworzenia majuskuły escetu (ẞ), która ostatecznie została oficjalnie uznana przez Radę Ortografii Niemieckiej w 2017 r. Zatem, zamiast zastępować ß przez SS (wcześniej stosowano również formę SZ) w zapisie słowa wielkimi literami, można też użyć ẞ, chociaż jest niedostępna na niemieckim układzie klawiatury i została oficjalnie zatwierdzona dosyć niedawno. Niedozwolone jest także zastępowanie przez wielką literę B, podobną do escetu kształtem.
W porządku alfabetycznym ß może występować na samym końcu alfabetu.

## Reforma
Dawniej stosowany częściej niż dziś, w odgórnie reformowanej pisowni języka niemieckiego znak ß zastąpiony został przez ss w położeniu po samogłosce krótkiej, a przed spółgłoską lub na końcu wyrazu, na przykład:
- Expreß → Express
- Boß → Boss
- Schloß → Schloss

Obowiązujące przed reformą z 1996 r. reguły pisania ß pochodzą od ortografa Johanna Christopha Adelunga i zostały wprowadzone do szkół i urzędów reformą niemieckiej pisowni z 1901 r.
Zgodnie z nimi ß pisano:
- na końcu wyrazu: muß, aß, Kuß, daß
- na końcu cząstki wyrazowej: kußecht, Schlußstrich, Paßbild
- przed spółgłoską: müßt, paßt, grüßt, wäßrig, unvergeßne, Rößl
- po akcentowanej długiej samogłosce: Straße, aß, aßen, Buße, grüßt (niezmienione)
- po dwugłosce: heißen, außen (niezmienione)

„ss” natomiast tylko:
- między samogłoskami, z których pierwsza była krótka: müssen, Wasser, Küsse, Rüssel.
- w wyrazach obcego pochodzenia: Renaissance, Croissant, Fitness.

Zbitka ss pozostawała na końcu wyrazu, jeżeli po nim stał apostrof: (ich) lass', ale: laß! (tryb rozkazujący).
Pewne nazwy własne nie stosowały się do reguły pisania ß na końcu, np.: ciąg uliczny we Frankfurcie nad Menem Freßgass (z powodu gwary brakuje na końcu litery „e”), miejscowość Neuss i osoba Günter Grass.

## «ß»i «ss»a «s»
Litera s odpowiada głosce [z] z wyjątkiem niektórych zapożyczeń (zwłaszcza z języka angielskiego), chyba że ulega ubezdźwięcznieniu. Jednak inaczej niż w języku polskim ubezdźwięcznienie następuje nie tylko przed spółgłoskami bezdźwięcznymi i w wygłosie wyrazu, ale często też w wygłosie morfemu. W tym ostatnim przypadku ubezdźwięcznienie nie następuje przed końcówkami fleksyjnymi rozpoczynającymi się od samogłoski. A więc na przykład: das Haus [das ˈhaʊs] (ubezdźwięcznienie w wygłosie wyrazu), häuslich [ˈhɔʏslɪç] (ubezdźwięcznienie w wygłosie morfemu), ale: die Häuser [diː ˈhɔʏzɐ] (brak ubezdźwięcznienia przed samogłoską w nagłosie końcówki fleksyjnej), por. pol. chodź [ˈxɔʨ] – chodźmy [ˈxɔʨmɨ], ale: chodzimy [xɔˈʥimɨ]. Z tego powodu łącznik -(e)s- czyta się jak [(ə)s] (Todesangst [ˌtoːdəsˈʔaŋst]).
Niekiedy ß/ss wymienia się z s: das Geheimnis – die Geheimnisse, des – dessen (ale den – denen), aus – außer. Wynika to z wymowy.
Połączenia st, sp na początku wyrazów i cząstek wyrazowych czyta się odpowiednio jak polskie szt [ʃt] i szp [ʃp] (Stube [ˈʃtuːbə], verspäten [fɐˈʃpeːtn̩]). W innych pozycjach przed spółgłoskami bezdźwięcznymi s oznacza głoskę [s], a ß/ss spotyka się rzadko (Ski, Aster, ist – 'jest', ale isst (nowe)/ißt (dawne) – 'je').

## Język polski
Była dawniej używana w języku średniopolskim, jako litera sugerowana przez Jana Kochanowskiego do oznaczenia dźwięku sz. Tę literę można też zobaczyć w przykładzie tekstu napisanego w Biblii Jakuba Wujka.

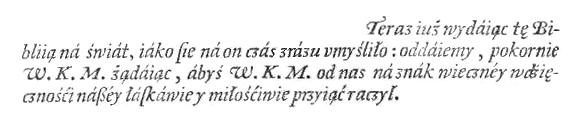
Tekst polski z 1599 roku pochodzący z polskiego tłumaczenia Biblii Jakuba Wujka, w nim położenie litery ß przy jednym podanym słowie: „náßéy” (naszej).

Zgodnie z uchwałą Rady Języka Polskiego niemiecka litera ß w tekstach polskich powinna być zapisywana jako „ss”, dopuszcza się jednak zapis oryginalny w uzasadnionych przypadkach.

## Kodowanie
| Znak                   | ẞ                            | ẞ                            | ß                          | ß                          |
| ---------------------- | ---------------------------- | ---------------------------- | -------------------------- | -------------------------- |
| Nazwa w Unikodzie      | latin capital letter sharp s | latin capital letter sharp s | latin small letter sharp s | latin small letter sharp s |
| Kodowanie              | dziesiątkowo                 | szesnastkowo                 | dziesiątkowo               | szesnastkowo               |
| Unicode                | 7838                         | U+1E9E                       | 223                        | U+00DF                     |
| UTF-8                  | 225 186 158                  | e1 ba 9e                     | 195 159                    | c3 9f                      |
| Odwołania znakowe SGML | &#7838;                      | &#x1E9E;                     | &#223;                     | &#x00DF;                   |
| Odwołania znakowe SGML |                              |                              | &szlig;                    | &szlig;                    |